# Frands Faber
Eli Frands Johannes Faber (22. travnja 1897. — 23. lipnja 1933.) je bivši danski hokejaš na travi.
Osvojio je srebrno odličje na hokejaškom turniru na Olimpijskim igrama 1920. u Antwerpenu (Anversu) igrajući za Dansku. 

## Vanjske poveznice
- Profil na Database Olympics
- Profil na Sports Reference.com  Arhivirana inačica izvorne stranice od 4. rujna 2011. (Wayback Machine)